# Pere de Foix el Jove
Pere de Foix el Jove (francès: Pierre de Foix)  (Pau, 7 de febrer de 1449 - Roma, 10 d'agost de 1490) fou un cardenal i bisbe francès. No s'ha de confondre amb el seu besoncle homònim Pere de Foix que, durant el gran cisma d'Occident, fou creat com a pseudocardenal per l'antipapa Joan XXIII i posteriorment nomenat Camarlenc l'Església Romana.

## Biografia
Pere de Foix va néixer en una família feudal noble, la dels comtes de Foix, i descendent de la casa reial de Navarra. Segon fill de Gastó IV de Foix, comte de Foix i Bigorra, vescomte de Bearn, Narbona, Nebosan, Vilamur i Lautrec i d'Elionor de Navarra, reina de Navarra.
Va completar els seus estudis a París i després a Ferrara. A Roma es va unir als franciscans de Morlaàs i va ser nomenat protonotari apostòlic. El 1475 fou elegit bisbe de Vannes. El 18 de desembre de 1476, durant el consistori, el papa Sixt IV el va elevar a cardenal diaca amb el títol cardenalici de Santi Cosma e Damiano.
L'any 1479 amb la mort de la seva mare, la reina de Navarra Elionor, el seu net Francesc Febus, encara menor d'edat, va pujar al tron sota la regència de la seva mare Magdalena de França. Magdalena de França va mantenir la regència amb fermesa, resistint la pressió de les corts de França i Castella que van intentar que Francesc es casés amb una de les princeses de les seves respectives cases reials. Les pressions exercides pel rei d'Aragó i rei consort de Castella, Ferran II, van ser moltes, també perquè una part dels nobles navarresos li van donar suport i, entre 1480 i 1481, es va produir quasi una guerra civil, que va ser frustrat per la intervenció del cardenal Pere de Foix, oncle de Francesc Febus i nebot de Ferran II. Pere va aconseguir negociar i posar pau entre els dos bàndols.
Pere de Foix no va estar entre els participants al conclave de 1484, en què va ser elegit el papa Innocenci VII. Va ser nomenat administrador apostòlic de la diòcesi de Baiona el 1484 i després també administrador de l'arxidiòcesi de Palerm del 1485 al 1489. També va tenir el comandament del monestir de Saint-Savin a la diòcesi de Tarba i de l'abadia de Sainte-Mélaine de Rennes. El 1489 va ser nomenat administrador de la diòcesi de Malta.
Pere va morir a Roma el 10 d'agost de 1490 i va ser enterrat a l'església de San Trifone, que després va ser destruïda.